# Równe Pole (rejon smorgoński)
Równe Pole – dawna osada. Tereny, na których była położona, leżą obecnie na Białorusi, w obwodzie grodzieńskim, w rejonie smorgońskim, w sielsowiecie Zalesie.

## Historia
W czasach zaborów w gminie Smorgonie, w powiecie oszmiańskim, w guberni wileńskiej Imperium Rosyjskiego.
W latach 1921–1945 osada leżała w Polsce, w województwie wileńskim, w powiecie oszmiańskim, w gminie Smorgonie.
W 1931 w 1 domu zamieszkiwało 8 osób.
Wierni należeli do parafii rzymskokatolickiej w Smorgoniach. Miejscowość podlegała pod Sąd Grodzki w Smorgoniach i Okręgowy w Wilnie; właściwy urząd pocztowy mieścił się w Smorgoniach.